# Crayford Engineering
Crayford Engineering war ein britisches Karosseriebauunternehmen, das sich mit dem Umbau von Serienfahrzeugen in Kombis und Cabriolets beschäftigte.

## Unternehmensgeschichte
Das Unternehmen wurde 1962 von David McMullan und Jeffrey Smith gegründet. Das erste Projekt der kleinen Werkstatt in Westerham/Kent in Großbritannien war ein Cabrio-Umbau des Mini für 100 Pfund, von dem sie rund 800 herstellten. Charakteristisch für diese Umbauten ist, dass im Allgemeinen keine Lackierarbeiten erforderlich waren. So blieben die Kosten niedrig. Später stieg der Preis zwar auf 150 Pfund, dafür waren nun aber die Seitenscheiben voll versenkbar.
In den 1970er und 1980er Jahren trat die ausgegliederte Unternehmenssparte Crayford Auto Developments Ltd in Erscheinung, die sich auf den Umbau von Limousinen zu Cabriolets und Kombis (in England Estate genannt) spezialisierte. Zu den bekannteren Produkten, die Crayford anbot, zählten weitere Cabriolet-Varianten des Mini, des BMC 1100/1300, des VW Scirocco I (unter der Bezeichnung Crayford Tempest), des Audi 100, des Opel Commodore und Opel Rekord (Opal), des Opel Manta (Centaur), des Mercedes-Benz 280 CE (Baureihe W 123), des BMW 1602 und natürlich diverser Modelle aus dem Hause Ford, wie zum Beispiel Ford Capri (Caprice, gebaut von der Karl Deutsch GmbH in Köln für Crayford), Ford Cortina Mk1-5, Ford Corsair, Ford Fiesta (Fly).
Auch einige unbekannte Einzelanfertigungen wurden bei Crayford realisiert, wie zum Beispiel Mercedes-Benz 350 SEL Landaulet (Baureihe W 116), Mercedes-Benz 600 Landaulet (Baureihe W 100) oder Mercedes-Benz 450 SLC Estate (Condor, Baureihe C 107) und noch einige mehr.
Zudem fertigte Crayford Kombi-Umbauten auf Basis des Triumph TR7 und verschiedener Mercedes-Modelle wie der Mercedes S-Klasse Baureihe W 116, dem als Spenderfahrzeug der Ford Granada Kombi diente, oder dem Mercedes-Benz Strich-8, des Audi 100, des Rover P6 sowie die Umrüstung des Leyland Princess mit großer Heckklappe.
Mitte der 1980er Jahre gab Crayford sämtliche Umbau-Aktivitäten auf. Das Unternehmen existiert weiterhin und widmet sich dem Bau von ATVs (All Terrain Vehicles), Booten und Spezialfahrzeugen für besondere Zwecke (Rettungsdienste, Feuerwehr und dergleichen).

## Galerie

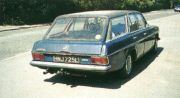
Mercedes-Benz-Kombiumbau von Crayford
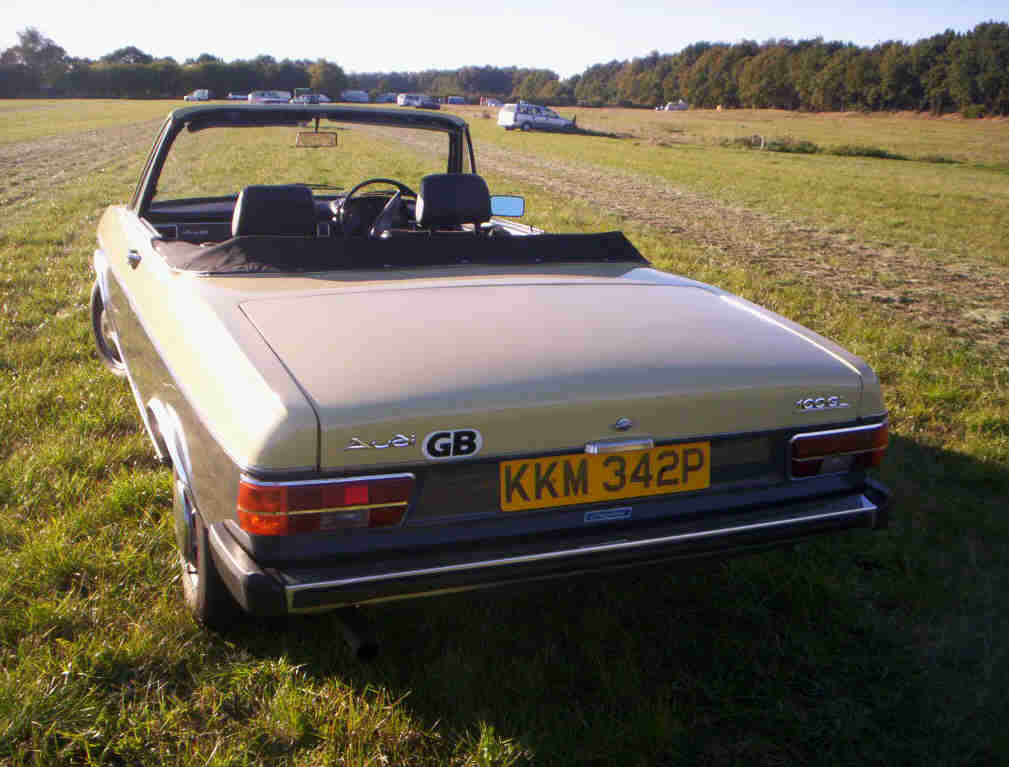
Eines von neun Cabrios auf Audi-100-Basis
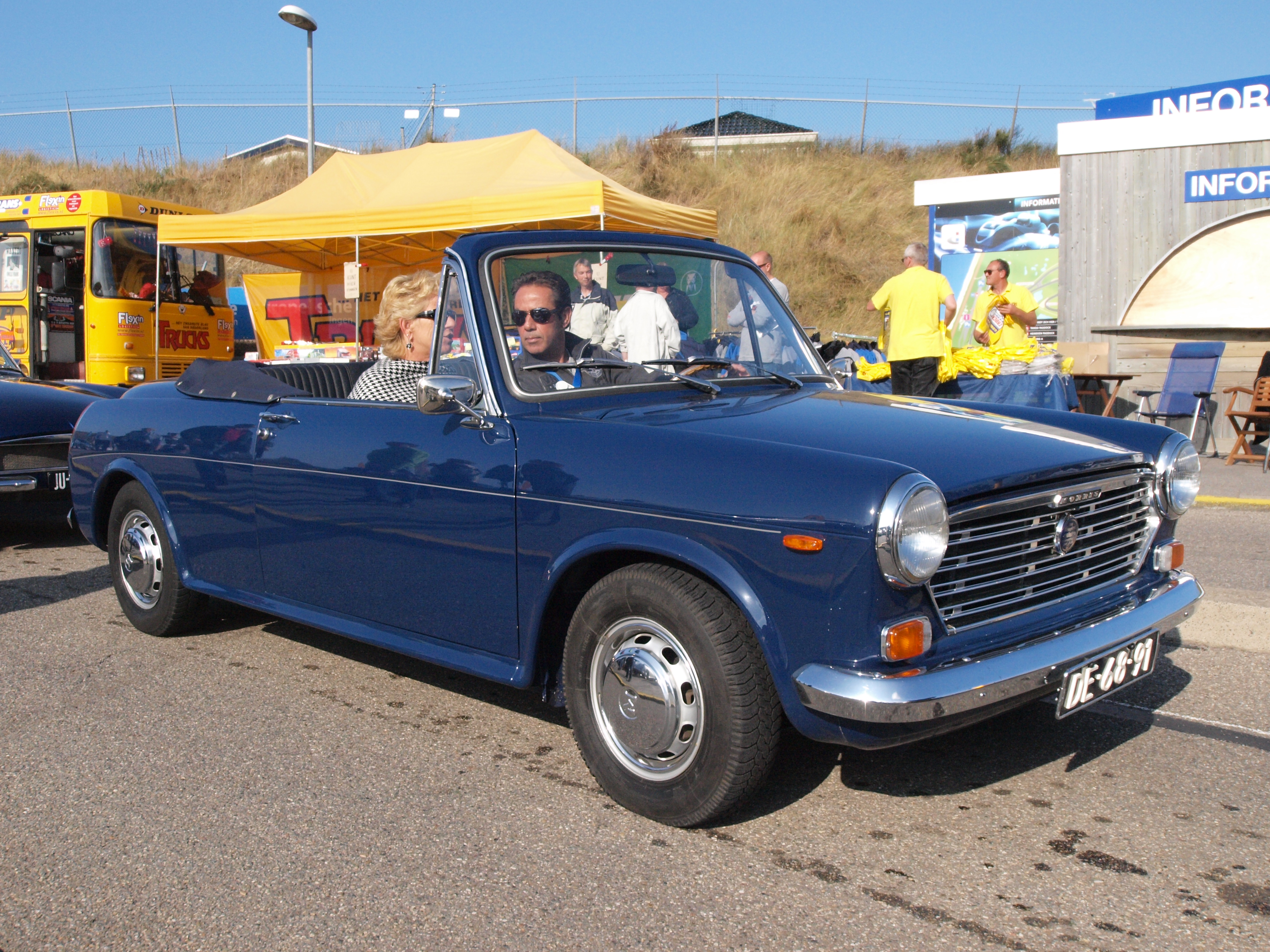
Morris 1300 Cabriolet von Crayford